# Adolfo Vilafranca Bosch
Adolfo Vilafranca Bosch és un empresari i polític balear.
Fou president de l'Associació d'Empreses del Polígon Industrial i d'Industries Auxiliars del Calçat. També fou diputat pel Partit Popular a les eleccions generals espanyoles de 1989 i 1993. Ha estat vocal de la Comissió d'Indústria, Obres Públiques i Serveis (1989-1996) i Secretari Segon de la Comissió d'Infraestructures i Medi Ambient del Congrés dels Diputats.